# Kasbat Troch
Kasbat Troch  (in arabo قصبة  الطرش‎?) è un centro abitato e comune rurale del Marocco situato nella provincia di Khouribga, regione di Béni Mellal-Khénifra. Conta una popolazione di 9 194 abitanti (censimento 2014).